# Dolichowithius granulosus
Dolichowithius granulosus är en spindeldjursart som beskrevs av Clarence Clayton Hoff 1945. Dolichowithius granulosus ingår i släktet Dolichowithius och familjen Withiidae. Inga underarter finns listade i Catalogue of Life.